# Bembidion brevistriatum
Bembidion brevistriatum es una especie de escarabajo del género Bembidion, familia Carabidae. Fue descrita científicamente por Hayward en 1897.
Habita en los Estados Unidos.